# Monocercomonas
A Monocercomonas a Parabasalia csoportba tartozó Trichomonadida rend nemzetsége. 4 ostora van, ebből 3 előre, 1 hátra mutat, és nincs costája vagy unduláló membránja. Megtalálható állati belekben, és monocerkomoniázist okozhat hüllőkben.

## Etimológia
A név a mono, egyetlen, a kerko, farok (egy hátulsó ostor) és a monas, egysejtű szavakból származik.

## Története
A nemzetséget először Grassi írta le 1879-ben. A Monocercomonas sp.-t először kígyóbélben találták. A taxont Kofois és Swezy egymástól függetlenül találták 1915-ben, és Eutrichomastixnak nevezték. 1966-ban fedezték fel bogárbélben, később más gerinctelenfajokban is megtalálták.

## Élőhely
A Monocercomonast felfedezték Japánban, Dél-Kaliforniában, Dél-Afrikában és Chilétől nyugatra a Csendes-óceánban a Tara óceáni misszióból származó DNS-mintában.
A Monocercomonas állati bélben élő szimbionta: jelen van számos hüllő és madár belében, valamint a faevő Parasphaeria boleiriana utóbelében. Megtalálták házi madarakban, például csirkében (Gallus gallus) és kacsában (Anas sp.) A Monocercomonas anaerob élőlény, mely nem faemésztő, bár faevő élőlényekben találták. Feltehetően kígyóparazita, mivel nagy mennyiségben találták beteg kígyók belében és más szerveiben (tüdőben és petevezetékben), és a kígyók mortalitásával is összefüggésbe hozták. Azonban megtalálták egészséges állatokban is. A Monocercomonasnak tápanyagban gazdag élőhely kell a túléléshez, és anaerob környezetben él.

## Morfológia

### Általános morfológia
A Monocercomonas egysejtű ostoros eukarióta. A leggyakoribb sejtforma a trofozoita. Ezek alakja nagyjából ovális, mintegy 10 μm hosszú és 3 μm széles, de egyes fajok gömbölyűbbek (eltekintve az axostylaris törzstől). 4 ostora van, ebből 3 előre mutat, hosszuk közel 17 μm, egy hátra mutat, ennek hossza mintegy 30 μm. Axostylusuk az ostorralokkal szemben, hátul van. Mérete mintegy 5 μm, mikrotubulusokból áll, és törzset alkot kiemelkedésénél, ezt a membrán veszi körül.

### Anatómia
A Monocercomonas axostylusa 13 párhuzamos mikrotubulusokból álló protofilamentumból áll, melyek két protofilamentum laterális projekciójával asszociáltak. Ez hidrogenoszómákhoz, a peltához és az endoplazmatikus retikulumhoz kapcsolódik.
A hátulsó ostorral összekötött unduláló membránnal rendelkező Trichomonas-génuszokkal szemben a Monocercomonas nem rendelkezik a hátulsó ostorral összekötött unduláló membránnal, de van az anterior végén pelta a periflagellaris csatornához közel, ez részben a testhez kapcsolja.
A Monocercomonas 4 bazális testtel (kinetoszóma) rendelkezik a négy ostornak megfelelően. E párhuzamos bazális testek az anterior ostorok tövénél vannak és előremutatnak, a negyedik a többire merőleges, és a hátulsó ostor kezdetén van. Sejtmagjánál van endoplazmatikus retikuluma. Az elülső ostorok áthaladnak a periflagellaris csatornán, a hátulsó nem.
Parabazális filamentumok találhatók a mag és a lemezes Golgi-test közt, ez a Parabasalia szünapomorf tulajdonsága.
A Monocercomonas a Trichomonadida korán levált ága, de a pelta és más sejtvázelemek elvesztése feltehetően másodlagos, vagyis a Trichomonadida utolsó közös ősében jelen voltak.
A kinetoszómák disztális végén átmeneti szálak vannak a parabazális testhez közel és elöl, közös ciszternaelrendezéssel a Golgi-testekhez. A parabazális szálak a kinetoszómák komplexeiből ágaznak, nem rendelkeznek a sejtcosta funkcióival, de a legdorzálisabb hasonló elrendezésű és helyű a Tritrichomonashoz.
A sejtmag körül és az axostylus eredésében számos energiatároló glikogénszemcse van (mag körüli, illetve endoaxostiláris szemcse).
A Monocercomonas sejtplazmájában emésztő űröcskék és hidrogenoszómák vannak.

## Anyagcsere
A Monocercomonas anaerob légzését és más fontos anyagcsere-útvonalait a hidrogenoszómák teszik lehetővé. Diniz et al. (2007) szerint a Monocercomonas hidrogenoszómái gömbölyűek, szálasak vagy harang alakúak, míg más Trichomonasok esetén gömbölyűek vagy osztódáskor nyújtottak.
Kettős membránt mutatnak, mely a szénhidrátok szempontjából előnyös. A hidrogenoszómák más anaerob protozoonoktól, például a T. foetustól és a T. vagirzulistól eltérően nem követik az axostylus irányát.
Az acetát és hidrogén termelését és annak lehetséges előnyeit a faevő átmeneti gazda számára nem tanulmányozták a Monocercomonas esetén, de a Monocercomonas nem mutat faforgáccsal teli emésztő űröcskéket, noha faevő élőlényekben él, így feltehetően parazitája lehet a faevő élőlénynek, nem pedig egy vele mutuálisan előnyös kapcsolat tagja.

## Élete

### Pszeudociszta
Ellenálló pszeudociszta alakulhat ki káros körülmények, például 6,0 alatti pH, magas (37 °C feletti) hőmérséklet vagy tápanyaghiány esetén.
A pszeudociszta először az ostor, majd az axostylus testbe való visszahúzódásával jön létre. A sejt sejtfalat hoz létre, és glikokalix veszi körül. A ciszták citoplazmája tartalmazza a sejtszervecskéket, beleértve a visszahúzottakat is, és a trofozoitánál szemcsésebb.

### Szaporodás
Ivartalan sejtosztódást írtak le a Monocercomonasnál. Ez jellemző a Parabasaliára, ahol a kinetoszómák anterior/posterior helyzetűek, noha korábban az elődsejtben voltak.
A Monocercomonasban csak ivartalan szaporodást figyeltek meg. Állati szimbiontaként közvetlen életciklusa van köztes élőlény nélkül, az állatokat orofekális kontaminációval éri el, megnehezítve karbantartását kis zárt helyeken, például terráriumokban.

## Patogenicitás
Monocercomonasszal fertőzött hüllőkben monocerkomoniázis (a Monocercomonas léziókat és a bélben élő mikroorganizmusok megváltozását okozó proliferációja), mely révén megszűnnek enni, tömegük csökken, emésztési diszkomfortot mutatnak; a betegség halálos is lehet. Egyes esetekben vastagbél-, bélnekrózis és terméketlen tojások is megjelentek. Terráriumban a kígyók közt hetek alatt elterjedhet e betegség. A monocerkomoniázisnak nincs minden Monocercomonas-fertőzött kígyóban tünete. Az immunfunkció, a stresszkitettség és a kígyófaj (gazdaspecificitása révén a Thamnophis lehet tünetmentes Monocercomonas-gazda) befolyásolhatja a tünetes fertőzés kockázatát. A kígyókban tüdőgyulladást okozhat a Monocercomonas, és elterjedhet a női szaporító szervrendszerbe, gyulladást okozva.
A Tropidophis melanurusból izolált Monocercomonas-fajok képesek aktiválni a hemolízist humán, ló-, patkány-, csirke-, marha- és bárányvérben. A szupernatánsok, szonikált parazitakivonatok vagy elölt élőlények nem mutattak hemolitikus aktivitást.

## Taxonómia
Alnemzetségek: Alimonas (nincs pelta), Quadrimonas (hosszú pelta), Monocercomonas (rövid pelta). Ha van pelta, az párhuzamos a hátsó ostorral, de sejten belül fut.

### Monocercomonas-fajok listája
- Monocercomonas molae
- Monocercomonas motellae
- Monocercomonas colubrorum
- Monocercomonas ruminantium
- Monocercomonas cuniculi
- Monocercomonas minutante
- Monocercomonas pistillum
- Monocercomonas minuta

## Fordítás
Ez a szócikk részben vagy egészben  a   Monocercomonas című angol Wikipédia-szócikk ezen változatának fordításán alapul.  Az eredeti cikk szerkesztőit annak laptörténete sorolja fel. Ez a jelzés csupán a megfogalmazás eredetét és a szerzői jogokat jelzi, nem szolgál a cikkben szereplő információk forrásmegjelöléseként.